# Antoni Bosch i Cardellach
Antoni Bosc i Cardellac o Antoni Bosch i Cardellach (Sabadell, 12 de gener de 1758 - 25 de gener de 1829) fou un metge, arxiver i historiador català.

## Biografia
Antoni Bosch i Cardellach neix a Sabadell el 1758. Fill d'Isidre Bosch Torrella i Teresa Cardellach Galí, tots dos paraires de Terrassa establerts a Sabadell cap al 1755. Després dels primers anys de vida a Sabadell, i finalitzats els seus estudis, es trasllada, a Bràfim (Alt Camp), on comença a exercir la professió de metge i on contrau matrimoni amb Teresa Ribas, que morí 39 dies després, el 24 de mars de 1785. L'octubre del mateix any contrau segones núpcies amb Josepa Vivas, pubilla de cal frare de Vivas, amb la qual tindrà vuit fills. Finalitzat aquest període, torna a Sabadell per un llarg període, on exerceix la professió mèdica i fa de secretari de l'Ajuntament (1787-1804). Finalitzada l'etapa de secretari a Sabadell, tornà novament a Bràfim, per administrar el patrimoni de Josepa, on reobre la seva consulta mèdica (1804-1822). Morta Josepa a l'abril de 1805 tornà a casar el 9 de setembre del mateix any amb Mª Teresa Ferrer de Puigpelat, vídua de Pau Domingo, que aportà dot de 1000 lliures i dues filles de Domingo. Finalment, el 1822 retorna a Sabadell, on viu fins que es mor el 25 de gener del 1829.

## Formació
Cursa els primers estudis, a Sabadell i a Palau-solità, on finalitza el quart any d'estudis. Comença els estudis universitaris a València, abans de traslladar-se a Barcelona. El canvi d'Universitat sembla provocat pel mateix Bosch i Cardellach per allunyar-se de l'ambient d'oci de València Un cop finalitzats, es trasllada a Barcelona per tal de dur a terme les pràctiques de medicina i llicenciar-se. Finalment, el 1783 obté el grau de Batxiller i Llicenciat en Medicina.

## Activitat professional

### Bràfim (1783-1787)
El 1783 inicia la seva activitat professional a la població de Bràfim (Alt Camp). Durant la seva estada, tradueix del francès obres de medicina, i redacta els primers estudis sobre medicina (Memòria sobre l'epidèmia de verola de 1787).

### Sabadell (1787-1804)
El 1787 s'instal·la per exercir a Sabadell. Els primers anys d'estada a la vila es caracteritzen per la continuació de les activitats professionals mèdiques, i permeten una producció relativament abundant de memòries d'experiments mèdics i altres estudis.
El 1789, Bosch i Cardellach té un paper important en els denominats Rebomboris del pa ocorreguts a Sabadell, així com a altres ciutats del Principat, entre els dies 28 de febrer i 2 de març, motivats pels constants augments del preu del pa a causa de les taxes i a les pobres collites. Bosch i Cardellach representa als sectors contraris al monopoli del forn de pa, enfrontant-se al notari i secretari de l'Ajuntament, Joan Mimó, qui defensa els drets de l'Ajuntament.
Com a conseqüència dels Rebomboris del pa, els regidors de l'Ajuntament, així com el secretari, Joan Mimó, foren destituïts. El 1791, Bosch i Cardellach pren possessió del càrrec de secretari i arxiver de l'Ajuntament, càrrec que ocupa fins al 1795, compatibilitzant-lo amb el de metge. Aquest període es caracteritza per les repercussions de la Guerra Gran a Sabadell (1793–1795) especialment per les càrregues que s'hauran d'assumir, tant per proporcionar sometents, com per l'allotjament de les tropes.
Finalitzat el període en què Bosch i Cardellach exerceix d'arxiver i secretari de l'Ajuntament, torna a ocupar-se exclusivament de les seves tasques professionals mèdiques, compaginant-les amb l'estudi de fons documentals de famílies sabadellenques, així com la redacció de publicacions mèdiques i històriques.
Entre 1804 i 1822, es trasllada amb la seva família a exercir novament a Bràfim (Alt Camp), tot i que no es coneixen els motius que el porten a abandonar Sabadell. A l'edat de 64 anys, torna a viure a Sabadell fins a la seva mort el 25 de gener de l'any 1829.

## Producció intel·lectual

### Producció literària mèdica
Durant els anys d'activitat professional mèdica, duu a terme diversos estudis, entre els quals es pot citar la memòria sobre l'epidèmia de Cadis del 1800, l'epidèmia de verola a Bràfim del 1787 i sobre el catarro epidèmic del 1802 a Sabadell.
En els darrers anys de professió, finalitza diversos estudis com: Memòria sobre la clase, caràcter i circumstàncies de les febres dominants en España (per presentar a la Reial Acadèmia de Cartagena), Frecuencias de calenturas intermitentes en nuestra España, Memoria sobre la tisiquez i Sobre la gota.
Destaca l'estudi publicat: Razones médicas que prueban no ser obligados los sexagenarios al ayuno eclesiástico, i la Topografia médica de Sabadell.

### Tasca arxivística
Bosch i Cardellach exerceix de secretari i arxiver de l'Ajuntament des de l'any 1791. A partir d'aquesta data, i fins al 1795, inicia la catalogació i descripció del fons municipal amb l'elaboració d'inventaris.
Entre la seva tasca com a arxiver municipal destaca la compilació en 26 volums, dels diversos documents que romanien a l'arxiu sense classificar: instruccions i notícies dels Diputats i Personers, memorials presentats a l'Ajuntament, títols de Batlle i regidors, tabes i resolucions de l'Ajuntament. A més, elabora el regest de la documentació transcrita en els vuit volums de les Resolucions del Consell de la Vila del 1548 fins al 1716, amb anotacions del 1720 fins al 1747. També classifica els 60 pergamins de Privilegis de la Vila, confrontant-los amb les transcripcions fetes en el Llibre de Privilegis de Sabadell, del 1606. I compila en manuals monogràfics els documents referents a la pabordia de Sant Salvador i a l'Hospital de Sabadell.
Més enllà de la seva tasca d'arxiver municipal, duu a terme l'estudi i descripció dels fons de les famílies Salas i Salvatella i Duran del Pedregar. Destaca la classificació que fa del fons de l'arxiu de la família Duran, amb la descripció del fons a l'inventari denominat Història Nova.

### Investigació històrica
De la seva producció històrica, en destaca els Anales de la Villa de Sabadell desdel año 987 hasta el de 1770. Aquesta obra constitueix la primera monografia històrica de Sabadell. S'hi descriuen els fets més notables de la Vila a partir dels documents conservats a l'arxiu municipal. Constituirà l'única síntesi històrica de Sabadell fins a la publicació dels Elements d'Història de Sabadell, de Miquel Carreras Costajussà.

## Obra
- Anales de la Villa de Sabadell desdel año 987 hasta el de 1770. Su Autor Antonio Bosch y Cardellach Médico de dicha Villa y de Bráfim. Primera edició impresa, 1882 (en entregues amb El Conciliador); Segona edició impresa, 1992, Sabadell: Fundació Bosch i Cardellach.
- Idea del partido del Vallés donde está situada la villa de Sabadell que es la patria del Dr. Antonio Bosch. Editat per la Fundació Bosch y Cardellach, 1968.
- Memòria de les coses notables de la vila de Sabadell comensat en desembre de 1787 Primera edició impresa,1944, Sabadell: Archivo Histórico del Municipio; Segona edició impresa, 2003, Sabadell: Fundació Bosch i Cardellach – Editorial Mediterrània.
- Memorias de Sabadell antiguo y su término, desdel año 1789. Sabadell: Establecimiento tipográfico de Juan Baqués, 1882.
- Razones médicas para eximir a los sexagenarios de la observación del ayuno eclesiástico. 1816.
- Resum històric de la casa Bosc i Vives de Bràfim. 1814
- Sucesos de mi vida. Text perdut, consultat el 1880 per l'erudit August Rius i Borrell.
- Topografía médica de Sabadell Sabadell, 1789.
- Memòria sobre una eidèmia de varolas complicada ab febres intermitents observada en Bràfim en 1787 (manuscrit, medalla d'or de l'Acadèmia Acadèmico-pràctica de Barcelona).
- Memòria sobre la curaciò de la gangrena a frigore curada amb neu, 1789 (manuscrit, avaluada per l'Acadèmia Acadèmico-pràctica de Barcelona).
- Memoria sobre la epidemia de fiebre amarilla de Cádiz, 1800 (manuscrit).
- Memòria llatina sobre un catarro epidèmich observat en Sabadell en 1802 (manuscrit, medalla d'or de l'Acadèmia Acadèmico-pràctica de Barcelona).

### Documents d'arxiu
- A la biblioteca de l'Arxiu Històric de Sabadell hi ha ingressades diverses edicions de les obres d'Antoni Bosch i Cardellach, així com obres manuscrites, sense constituir cap fons personal.